# フィルモ (撮影機)

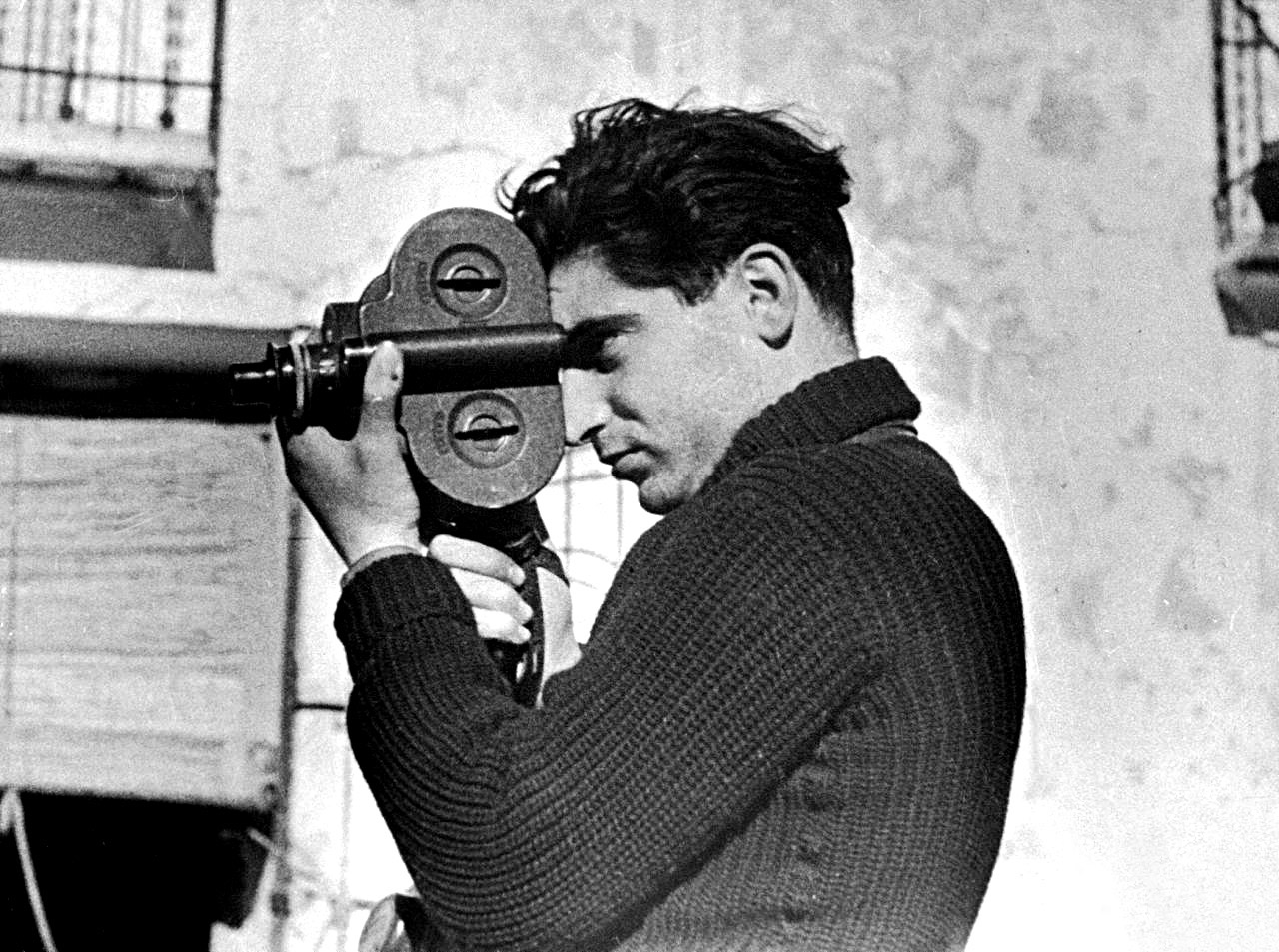
スペイン内戦をフィルモで撮影するロバート・キャパ、1937年5月。

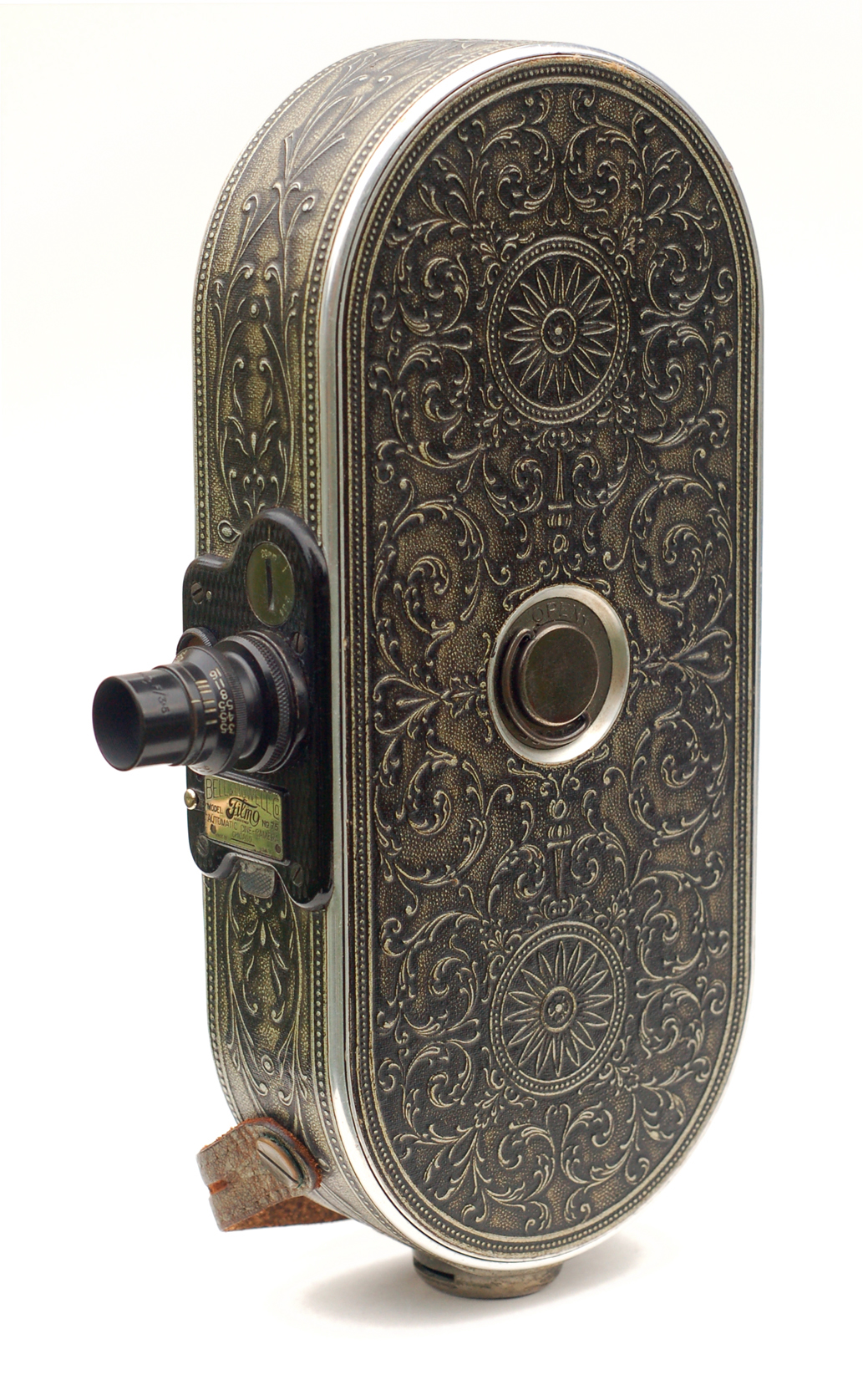
絢爛豪華なフィルモ75撮影機（1928年）。

フィルモ（英語: Filmo）は、アメリカ合衆国のベル&ハウエルが製造した16ミリフィルムおよび8ミリフィルムの映画用カメラ、映写機、付属品の製品ラインである。

## 略歴・概要

### 略歴
フィルモ撮影機のシリーズは、1923年（大正12年）のフィルモ70に始まる。それは、半世紀以上にわたって続いた、同一の基本筐体に築かれたモデルのシリーズの始まりであった。ベル&ハウエルがアマチュア用に意図した17.5 mmフィルム用撮影機の1917年（大正6年）の輝かしいプロトタイプが、ベースになっている。1920年（大正9年）、同社がヴィクター・アニマトグラフとともに、コダックの16 mm計画に招かれたとき、同社はすばやく先進性を理解し、直ちに17.5 mmフィルム用撮影機を16 mmフィルム用に再設計したのだった。
「フィルモ70」は、最初のばね仕掛けモータードライヴによる16 mm撮影機である。1925年（大正14年）には、「フィルモ70」の設計をベースにした手持ちの35ミリフィルム用撮影機、アイモを登場させた。アイモもまたばね仕掛けであったが、同様に手回しとしても使用可能であった。ベル&ハウエルが、レンズの回転台を搭載した最初の16 mm撮影機であるモデルCを発表したのは、1927年（昭和2年）であった。豪華絢爛に装飾され、さらに小型になった16 mm撮影機フィルモ75がそれであった。同モデルは、1928年（昭和3年）には、何よりも「腕時計のように薄型」の女性用カメラとして売り出された。次いで1931年（昭和6年）には、ほぼ正反対のアイデンティティをもってデザインされたフィルモ・フィールド・カメラが、そっけない外観で発表された。しかし、「フィルモ75」の華美な装飾も使用可能であり、ネームプレートを除けば、初期のヴァージョンから区別はつかないものであった。

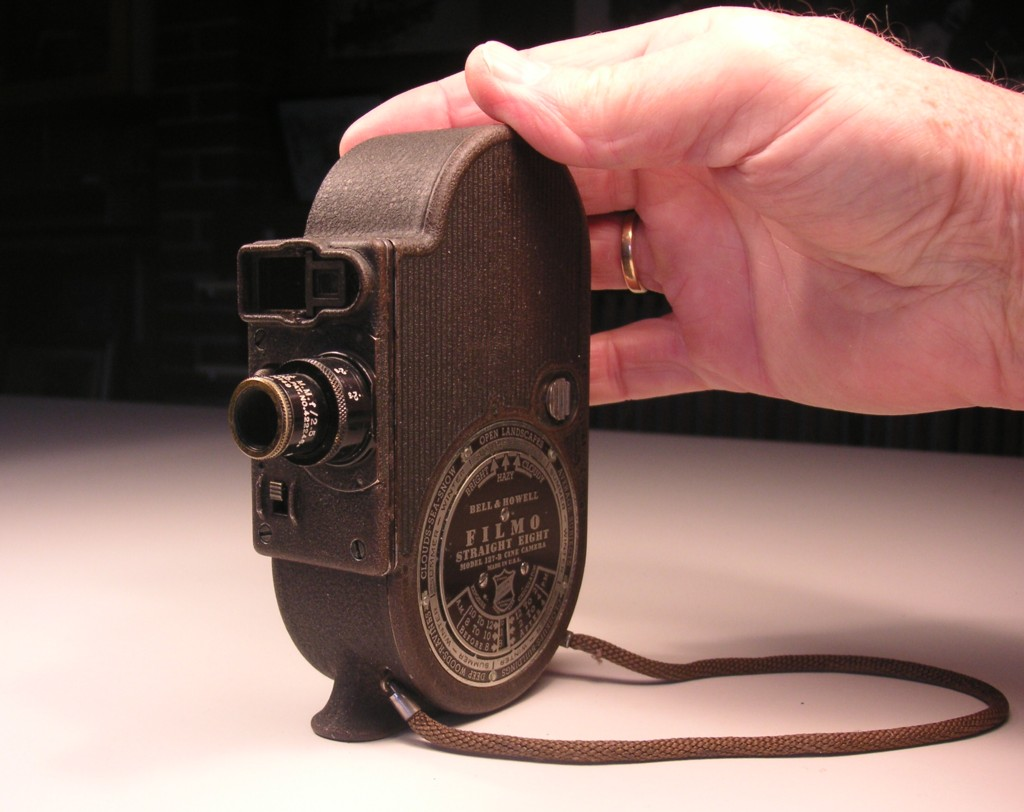
フィルモ・ストレイトエイト撮影機（1935年）。

1932年（昭和7年）、コダックが8 mmフィルムを発表したとき、ベル&ハウエルはこの新規格には飛びつかず、ベル&ハウエルが8 mmに着手したときには、それはすでにコダックのスタンダードではなかった。初めて8 mm用のフィルモが発売されたのは1935年（昭和10年）、シングル幅用の8 mm撮影機、フィルモ127-Aであった。このベル&ハウエル式シングル8「ストレイトエイト」は、ダブル8（スタンダード8 mmフィルム）ほどには市場に出回ることはなく、1936年（昭和11年）にはダブル8に設計しなおされて、フィルモ134-Aとして発売された。第二次世界大戦後の1950年代までフィルモの生産は続けられたが、このタイプの筐体のものであった。

### 概要

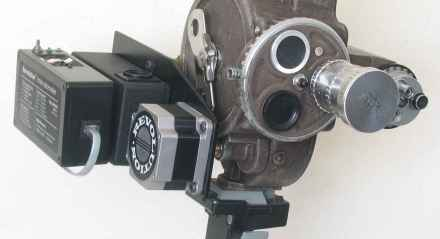
フィルモ70-DRに水晶同期モーターを搭載したもの。

16 mmフィルモ撮影機は、すべて、100 ft (30 m)の16 mmデイライトフィルムを使用し、ヴァージョンによっては400 ft (120 m)の外部マガジンを搭載することも可能である。
ねじまきばねが標準仕様であり、ヴァージョンによっては、直流・交流の12 V電動モーターのアタッチメントが用意されているフィルモも存在する。クリスタルシンクロモーターがアイモのために開発されたが、のちにフィルモにも適用された。
撮影機にはCマウントレンズが搭載されているが、これは、1927年のモデルCからの仕様であって、3つレンズの回転台が装備されている。初期型の回転レンズ付モデルには、ドラム式のファインダーを使用するもの（モデルD、モデルDA）、あるいは、分離したファインダーレンズのセットを使用するものがあり、後継モデル（モデルDL、モデルDR）のそれぞれの焦点距離に適合するものであった。
フィルモ70Aやフィルモ70Cといった初期型では、秒間8コマあるいは16コマ、もしくは秒間16コマあるいは32コマの2種類の回転スピードで設計されており、オプションとして、秒間12コマ/16コマ/24コマの3速撮影機が存在した。1927年に「モデルD」でスタートして以来、ほとんどのヴァージョンでは秒間64コマまで速度を上げることができたが（秒間8コマ/12コマ/16コマ/24コマ/32コマ/48コマ/64コマ）、1925年の「高速型」と呼ばれたフィルモ70Bでは、秒間128コマの単一速度でしか撮影ができない仕様であった。同型は、極限のスローモーション効果を生み出し、運動解析に使用された。1935年に発表されたフィルモ70Eは、「モデルD」の回転台なし版であり、スピードのレンジの短いものであった（秒間8コマ/16コマ/24コマ/64コマ/）。
本撮影機は、映画産業において最適なスタンダードとなるべくつくられ、現在もなお、学生映画作家に人気を誇っている。ほとんどの機種・型は非常にありふれているが、「フィルモ70B」あるいは「フィルモ70BD」（いわゆるゴルフ・モデル、1931年）は極めてレアであり、フィルモ70ACモルガナ・カラー・システムにいたっては、宣伝期間も短く、現存する例でしか知られていないものであり、プロトタイプ段階でお蔵入りしたものと推測される。

## おもなモデル
- フィルモ70 A 1923 camera 16 mm ACR 0037
- フィルモ70 B Super Speed 1925 USA camera 16 mm ACR 0038
- フィルモ75 A - BN 1928 camera 16 mm (black and crimson leather) ACR 0307
- フィルモ75 C 1928 camera 16 mm ACR 0041 (click for image)
- フィルモ75 E 1928? camera 16 mm ACR 0308
- フィルモ70 C 2 1929 camera 16 mm ACR 0039
- フィルモ70 A 1929? camera 16 mm ACR 0304
- フィルモ70 DA 1930 camera 16 mm ACR 0306
- フィルモ70 D 1929 camera 16 mm ACR 0305
- フィルモ75 Field 1930 camera 16 mm ACR 0575
- フィルモ75 A 4 1931 USA camera 16 mm ACR 0042 (click for image)
- フィルモ75 DeLuxe 1931 camera 16 mm ACR 0309
- フィルモ75 Field (PT) 1932 camera 16 mm ACR 0862
- フィルモ70 AC 1932 camera 16 mm
- フィルモ70 E 1933? camera 16 mm ACR 0040
- フィルモ121 1934 camera 16 mm ACR 0043
- フィルモ127 A Streight Eight 1935 camera 1x8 ACR 0578
- フィルモ134 'Sportster'  1936? 8 mm camera (click for image)
- フィルモ134 G Companion 8 mm camera 1938
- フィルモ141 A 1938 magazine camera 16 mm ACR 0044
- フィルモ141 B 1938 USA magazine camera 16 mm ACR 0045
- フィルモMagazine Camera (PT) 1938 camera 16 mm ACR 0863
- フィルモ70 G camera 1939 (high speed) camera 16 mm
- フィルモ'Aristocrat' Turret 8 camera 8 mm 1939
- フィルモElectro model B # 1152 1941 high speed? camera 24 V. 16 mm (Courtesy D.Stevens)
- フィルモAuto Load 16 mm (50') magazine camera 1941
- フィルモ134E 134S Sportster 8 mm camera 1946
- フィルモ70 J Specialist Rackover 1948 camera 16 mm
- フィルモ70 DL 1950 USA 3-lens turret camera 16 mm ACR 0860 (430B military version)
- フィルモ70 H 1950 camera 16 mm (400 ft)
- フィルモ70 KM, KRM (-1) 1950 cameras 16 mm
- フィルモ70 DR 1951 camera 16 mm
- フィルモ134 TA 1951 camera 8 mm ACR 0049
- フィルモOne-Nine 1952? camera with Sun meter 8 mm
- フィルモ70 S 1953 camera 16 mm
- フィルモ70 HR 1954 camera 16 mm ACR 0861
- フィルモ70 J Pro 16 mm camera
- フィルモ70 S 1954 (sound adaptor)camera (100' reels and 400 ft magazine/electric motor attachment)
- フィルモ134 M, TA (Tri-lens), V Sportster 1955? 8 mm cameras double 8
- フィルモ172 A (Explorer), B (Auto-8 Voyager), C (Vagabond) 1955? 8 mm magazine cameras
- フィルモ424, 426(Optronic Eye) & 434 c. 1960 2x8 mm cameras
- フィルモSportster VI (Great Britain) 2x8 mm camera 1961